# University Estate
University Estate  est une banlieue résidentielle du City Bowl, le quartier central de la ville du Cap en Afrique du Sud. Situé à l'est de la ville au pied de Devil's Peak, il est délimité par De Waal Drive au sud, l'Eastern Boulevard au nord et Mountain Road à l'ouest. Il est entouré des quartiers limitrophes de Woodstock et Salt River (au nord), de Walmer Estate (portion de l'ancien District Six) à l'ouest et du faubourg de l'Observatory à l'est. Ses voies principales sont Rhodes Avenue et Ritchie Straat.
University Estate est un quartier presque exclusivement résidentiel. Il comprend peu d'entreprises et de commerces. Il est à l'origine un quartier résidentiel de Woodstock à population blanche et plutôt aisée.

## Démographie
Sous l'apartheid, en vertu du Group Areas Act, le quartier est classé en zone exclusivement blanche. Un grand nombre de résidents étaient issus de la communauté immigrée portugaise. Dans la période post apartheid, le quartier a gagné en population aisée issue des autres anciens groupes raciaux du pays.
Selon le recensement de 2011, le quartier compte 987 résidents, principalement issus de la communauté blanche (44,38%). Les Coloureds, majoritaires au Cap, représentent 29,79 % des habitants tandis que les indo-asiatiques représentent 10,94 % des habitants, devant les noirs (4,96 % de la population du quartier).
Les habitants sont à 82,47 % de langue maternelle anglaise et à 9,02 % de langue maternelle afrikaans.

## Politique
Le quartier est situé dans la circonscription municipale 57 (Gardens - Mowbray - Observatory - Salt River - Table Mountain - University Estate - Vredehoek - Woodstock - Zonnebloem) dont le conseiller municipal est Brett Herron (Alliance démocratique).